# Colonel Harry Kinnardbrug
De Colonel Harry Kinnardbrug of Heeswijkse brug is een plaatbrug  over de Zuid-Willemsvaart  ter hoogte van Heeswijk en de N279. Hij verbindt de plaatsen Heeswijk en Schijndel. De lengte van de brug bedraagt 110 meter en de breedte is 13,5 meter. De doorvaartwijdte bedraagt 42 meter. De bouw van de brug van gewapend beton werd in 1993 voltooid. 
In 2013 is de brug 1,3 meter verhoogd naar doorvaarthoogte van zeven meter zodat er grotere containerschepen (schepen met drie lagen containers) het containerterminal in Veghel kunnen bereiken. De brug is met lange slag vijzels 1,3 meter opgevijzeld vervolgens zijn er in de openingen die zijn ontstaan betonblokken geplaatst. Hierna is de weg weer geëgaliseerd.
De voorganger van de brug was een ophaalbrug die in augustus 1995 plaats moest maken voor de huidige brug. De laatste brugwachter besloot de brug te kopen om deze vervolgens op zijn oprit bij zijn woonhuis te plaatsen. De brugonderdelen werden tijdelijk in een weiland naast zijn huis opgeslagen. Omdat een vergunning uitbleef, besloot hij de brug in 1998 te verkopen aan een oldtimer-verzamelaar in Tienray die de brug aan de rand van een bos plaatste.

## Naam
De brug is vernoemd naar de Amerikaanse kolonel Harry Kinnard, die in 1944 een bijzondere rol speelde bij Operatie Market Garden, en die in 1946 benoemd werd tot ridder in de Militaire Willems-Orde.